# Liste des épisodes de Mr. Robot
Cet article présente la liste des épisodes de la série télévisée américaine Mr. Robot.

## Panorama des saisons
| Saison | Nombre d'épisodes | Diffusion originale | Diffusion originale | Diffusion originale |
| Saison | Nombre d'épisodes | Années              | Début de saison     | Fin de saison       |
| ------ | ----------------- | ------------------- | ------------------- | ------------------- |
| 1      | 10                | 2015                | 24 juin 2015        | 2 septembre 2015    |
| 2      | 12                | 2016                | 13 juillet 2016     | 21 septembre 2016   |
| 3      | 10                | 2017                | 11 octobre 2017     | 13 décembre 2017    |
| 4      | 13                | 2019                | 7 octobre 2019      | 22 décembre 2019    |

## Liste des épisodes

### Première saison (2015)
La première saison de Mr. Robot a été diffusée du 24 juin 2015 au 2 septembre 2015 sur USA Network aux États-Unis.
1. salut_1_ami.mov (eps1.0_hellofriend.mov) (65 minutes)
2. un_et_z3ro.mpeg (eps1.1_ones-and-zer0es.mpeg)
3. d3bug.mkv (eps1.2_d3bug.mkv)
4. demons.mp4 (eps1.3_da3m0ns.mp4)
5. 3xpl0its.wmv (eps1.4_3xpl0its.wmv)
6. vai11ant_v0yag3ur.asf (eps1.5_br4ve-trave1er.asf)
7. code_source.flv (eps1.6_v1ew-s0urce.flv)
8. whiter0s3.m4v (eps1.7_wh1ter0se.m4v)
9. disqu3_mirOir.qt (eps1.8_m1rr0r1ng.qt)
10. jOur_z3r0.avi (eps1.9_zer0-day.avi) (54 minutes)

### Deuxième saison (2016)
Le 24 juin 2015, la série a été renouvelée pour une deuxième saison. Sa diffusion a débuté le 13 juillet 2016 sur USA Network aux États-Unis.
1. d3masqu3r_p1.tc (1re partie) (eps2.0_unm4sk-pt1.tc)
2. d3masqu3r_p2.tc (2e partie) (eps2.0_unm4sk-pt2.tc)
3. paniqu3_du_n0yau.ksd (eps2.1_k3rnel-pan1c.ksd)
4. init_1.asec (eps2.2_init_1.asec)
5. b0mb3_10giqu3.hc (eps2.3_logic-b0mb.hc)
6. maîtr3_3sclav3.aes (eps2.4_m4ster-s1ave.aes)
7. p0ign33_d3_main.sme (eps2.5_h4ndshake.sme)
8. succ3ssi0n.p12 (eps2.6_succ3ss0r.p12)
9. init_5.fve (eps2.7_init_5.fve)
10. pr0c3ssus_cach3.axx (eps2.8_h1dden-pr0cess.axx)
11. pyth0n-pt1.p7z (eps2.9_pyth0n_pt1.p7z)
12. pyth0n-pt2.p7z (eps2.9_pyth0n_pt2.p7z)[3]

### Troisième saison (2017)
Le 16 août 2016, USA Network annonce le renouvellement de la série pour une troisième saison.
1. eps3.0_power-saver-mode.h
2. eps3.1_undo.gz
3. eps3.2_legacy.so
4. eps3.3_m3tadatapar2
5. eps3.4_runtime-err0r,r00
6. eps3.5_kill-pr0cess.inc
7. eps3.6_fredrick+tanya.chk
8. eps3.7_dont-delete-me.ko
9. eps3.8_stage3.torrent
10. eps3.9_shutdown-r

### Quatrième saison (2019)
L'ultime saison de la série a débuté le 9 octobre 2019 sur USA Network aux États-Unis.
1. 401 Unauthorized
2. 402 Payment Required
3. 403 Forbidden
4. 404 Not Found
5. 405 Method Not Allowed
6. 406 Not Acceptable
7. 407 Proxy Authentification Required
8. 408 Request Timeout
9. 409 Conflict
10. 410 Gone
11. 411 eXit
12. 412 Precondition Failed
13. 413 Payload Too Large